# Công viên cảnh quan rừng Janów
Công viên cảnh quan rừng Janów (tiếng Ba Lan: Park Krajobrazowy Lasy Janowskie) là công viên cảnh quan Ba Lan thuộc khu vực bảo vệ phía đông nam Ba Lan.

## Địa lý
Công viên nằm trong khu vực của hai tỉnh Ba Lan, phía đông bắc là tỉnh Podkarpackie (tỉnh Subcarpathian) và phía tây nam là tỉnh Lublin. Công viên nằm ở phía bắc Rzeszów và phía nam Lublin.
Khu vực bảo vệ rộng 39.150 hécta (391,5 km2), vùng đệm 60.500 hécta (605 km2), thành lập năm 1984. Công viên cảnh quan rừng Janów được đánh giá là Khu vực cần Bảo vệ Đặc biệt của EU (Natura 2000).

## Đặc điểm
Cảnh quan công viên rất đa dạng, với những dòng sông uốn khúc, đồng cỏ và bờ kè cồn cát. Tại những vùng trũng không có nước chảy xuất hiện đầm lầy và bãi lầy.
Các hoạt động tham quan của du khách bao gồm đạp xe, cưỡi ngựa, câu cá tại các địa điểm. Du khách có thể tham gia vào các sự kiện văn hóa dân gian Ba Lan.
Công viên cảnh quan Puszcza Solska cũng nằm trong khu vực. 

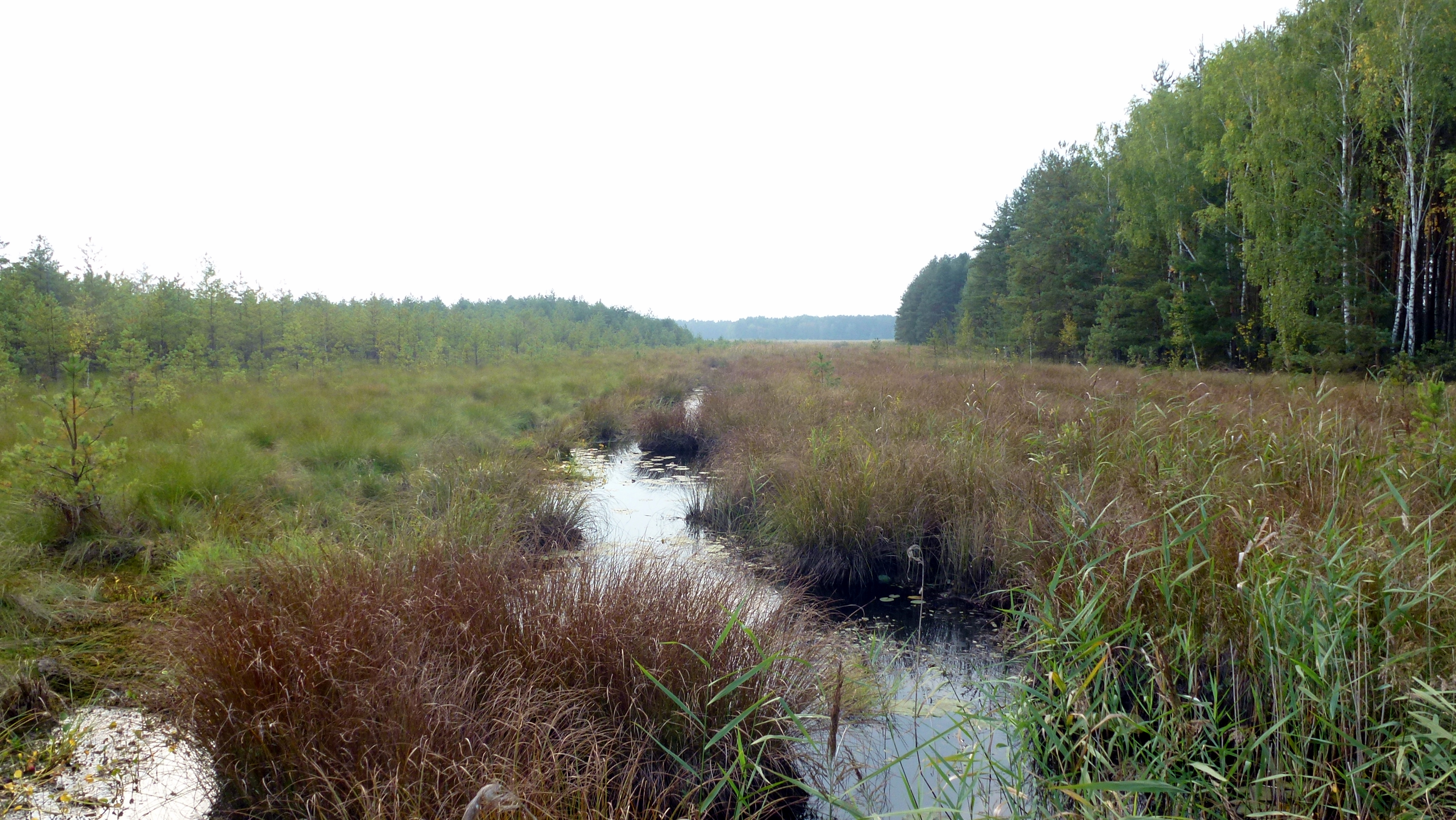
Rừng và đất ngập nước trong khu bảo tồn thiên nhiên Imielty Ług của công viên cảnh quan rừng Janów.

### Ao và đầm lầy
Ao và vùng đất ngập nước có diện tích tổng cộng hơn 2.000 hécta (20 km2). Những vũng ao và vùng đát này đã tồn tại 150 năm, dựa vào mảng kiến tạo địa chất dưới lòng đất.